# Château de Leuc
Le château de Leuc qui date du XIVe siècle et du XVe siècle,  est  situé à Leuc, en région Occitanie. Cet ensemble fortifié qui occupe une butte et est un ancien castrum, commandait la route de Carcassonne à Saint-Hilaire en un point où la vallée est très resserrée. 

## Description
Le château se composait auparavant de cinq tours, quatre aux angles d'un vaste rectangle, la cinquième servant de donjon au centre d'un grand côté. Il ne reste aujourd'hui que la moitié sud-ouest du rectangle et trois tours dont le donjon. L'autre partie a été remaniée, transformée en bâtiments d'exploitation agricole, mais il reste d'importants vestiges des anciennes dépendances. Le donjon s'élève sur une base en glacis. Les traces d'un hourdage en bois sont encore visibles sur les parties hautes. Les canonnières et la fenêtre grillagée sont des remaniements probables des XVIe et XVIIe siècles. Cette tour pourrait être plus ancienne que les autres constructions et avoir été conservée, avec quelques courtines, dans la nouvelle construction du XIVe siècle.
À l'intérieur, une sale voûtée est largement éclairée par la fenêtre grillagée. La grille est un ouvrage de ferronnerie à deux séries de barreaux obliques. La grande tour carrée du sud devait, selon la tradition, comporter quatre étages voûtés dont il ne subsiste que la salle basse, voûtée d'arêtes, et deux étages sous charpente. Les étages sont desservis par un escalier en vis, devenu escalier de service depuis la construction du grand escalier. La tour carrée du nord est altérée par divers remaniements. Sa salle basse est voûtée sur de puissantes ogives dont la clé a été sculptée aux armes de la famille Dax. À la suite de l'incendie du château lors de  la Révolution en 1791, au cours du XIXe siècle les appartements des étages, aussi bien des tours que des bâtiments intermédiaires, ont été redistribués.
Toute cette partie du château peut être attribuée à l'archevêque de Narbonne, Pierre de la Jugie, entre 1372 et 1375.
L'embellissement du château est attribué à Arnaud Dax, consul de Carcassonne issu d'une très ancienne famille de Carcassonne. À l'époque de son anoblissement par lettres patentes du roi Charles VII en 1457, Arnaud Dax achète la même année la seigneurie de Leuc et est aussi peu après seigneur de La Serpent, d'Axat, Trèbes et autres places. Le grand escalier est le morceau principal de cette adaptation de la vieille demeure féodale. Une tour octogonale engagée dans l'angle s'ouvre par cinq baies superposées. La grande salle qui occupe l'aile sud, entre le grand escalier et la tour carrée dite de la Pleureuse, a été, à la même époque, ornée d'une grande cheminée monumentale qui porte aussi aujourd'hui encore les armes des Dax sculptées sur la pierre, tout comme la porte de la tour de l’escalier. Les jambages sont des colonnettes à base flamboyante semblables à ceux des fenêtres de l'escalier. 

## Localisation
Le château est situé sur la commune de Leuc, dans le département français de l'Aude. Leuc fait partie de l'aire urbaine de Carcassonne, située dans le massif des Corbières près du Lauquet à 8 kilomètres de Carcassonne sur la Méridienne verte, qui a été fêtée en 2000 : le méridien de Paris.
Il est en cours de restauration et abrite la mairie de la commune.

## Historique
Le "feudum de Leoco" est cité en 1110 ; le "castrum" en 1215. 
Au Moyen Âge, plusieurs seigneurs issus de familles de la province, vont se partager successivement la possession du château dont les parties les plus anciennes sont du XIVe siècle et de la seigneurie de Leuc.

Au milieu du XVe siècle, le château de Leuc passe avec la seigneurie à la Famille Dax une très ancienne famille originaire de Carcassonne qui donna plusieurs consuls de la Cité au Moyen Âge et resta présente dans la Haute vallée de l'Aude, notamment à Axat, jusqu'à l'orée du XXe siècle. Arnaud Dax, anobli en 1457 par lettres patentes du roi Charles VII en fait l'acquisition, peu avant de devenir aussi seigneur d'Axat, La Serpent, Trèbes et autres places,. En 1479, date de la mort d’Arnaud Dax son père, Jean Dax seigneur de Leuc, de La Serpent, d'Axat et autres places, conseiller, grand chambellan du roi Charles VIII et Grand prévôt des maréchaux de France au royaume de Sicile, est notamment « héritier des seigneuries de Leuc, de la Serpent, d’Axat, Gaix, Artigues et Trevas ». Aussi pour ce qui concerne la seigneurie de Leuc notamment, doit-il rendre hommage au roi. Par lettres patentes adressées d'Orléans, au sénéchal de Carcassonne, 14 septembre 1485, sur : 

« l'Hommage rendu au Roy ès mains de son chancelier par Jean d'Ax, escuyer », le roi approuve cet hommage « pour raison du fief, terre et seigneurie de Leuc avec tout droit de justice haulte, moienne et basse; du fief terre et seigneurie du château d'Aissac et Vairac (Axat et Vayra) avec tout droit de justice haulte, moyenne et basse; du fief terre et seigneurie d'Artigues et Ayclat (Le Clat), avec tout droit de basse justice jusques à soixante sols; de la quarte partie de la seigneurie de Saint Martin le Viel et Montconil avec tout droit de justice et jurisdiction haulte, moienne et basse; du fief, terre et seigneurie d'Araignon avec tout droit de basse justice jusques à soixante sols tournois... tenus et mouvants de nous à cause de notre sénéchaussée de Carcassonne,... »

 En septembre 1494, Jean I Dax, est aux côtés du roi lors de son départ pour la 1re guerre d'Italie, il est, à cette époque reculée, encore qualifié de l'antique nom de « seigneur de Serpente » (La Serpent).
Au XVIe siècle durant les guerres de religion, le château est pris par les Ligueurs en 1589. 
Au XVIIe siècle le château et la seigneurie appartiennent à la famille de Lévis.
Un incendie ravage le château en 1791, il est remanié intérieurement au XIXe siècle.
L'édifice est inscrit au titre des monuments historiques en 1948.